# Dubai Bawadi
Dubai Bawadi oder kurz Bawadi (Wüsten) ist ein Tourismusprojekt in Dubai, Vereinigte Arabische Emirate, dessen Bau allerdings vorläufig eingestellt wurde.
Das Projekt wurde am 1. Mai 2006 von Scheich Muhammad bin Raschid Al Maktum offiziell angekündigt. Es wird von der staatlichen Entwicklungsgesellschaft Tatweer gemanagt und sollte nach einer Mittelaufstockung 200 Milliarden AED (rund 42 Milliarden Euro) kosten.
Das Bawadi-Baugebiet befindet sich rund 15 Kilometer von der Küste landeinwärts. Es ist ein Teil des ebenfalls gestoppten Projektes Dubailand. Es erstreckt sich zu beiden Seiten der Straße auf einem zehn Kilometer langen und rund zwei Kilometer breiten wüstenhaften Geländestreifen. Laut Masterplan sollten hier 51 überwiegend luxuriöse Großhotels, die meisten in eigenwilliger Hochhausarchitektur mit insgesamt 60.000 Zimmern sowie mehrere Theater, Kinozentren und Einkaufszentren entstehen. Des Weiteren wurde der Bau des weltgrößten Kongresszentrums angekündigt.
Ergänzt werden sollte der langgestreckte Bawadi Hotel- und Einkaufskern durch Wohngebiete und Freizeiteinrichtungen, die wie Außenzellen um die sehr kompakte innere Zone angeordnet werden. Das erste dieser neuen Stadtquartiere sollte „Asmaran“ genannt werden und mit fast sieben Quadratkilometern Fläche auch genügend Platz für großzügige Grün- und Erholungsanlagen bieten. In Asmaran wäre zunächst die „Teema“ genannte Wohnsiedlung mit 308 Stadthäusern und Villen im spanischen Stil in den Verkauf gegangen.